# Johann Friedrich Schleusner

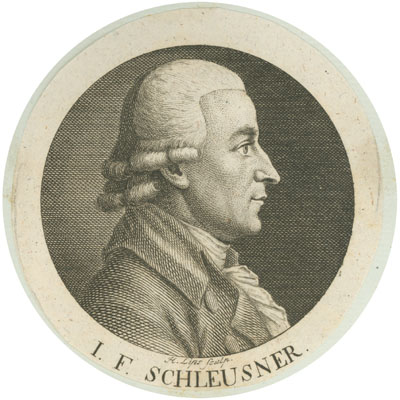
Johann Friedrich Schleusner

Johann Friedrich Schleusner (* 16. Januar 1759 in Leipzig; † 21. Februar 1831 in Wittenberg) war ein deutscher evangelischer Theologe.

## Leben
Schleusner immatrikulierte sich am 19. Mai 1775 an der Universität Leipzig, wo er am 18. Februar 1779 den akademischen Grad eines Magisters erlangte und sich auf theologische Studien konzentrierte. 1781 erhielt er die Lehrbefähigung als Magister Legens, hielt Vorlesungen und wurde er am 7. Oktober 1782 Baccalaureus der Theologie. Er war als Vormittagsprediger an der Universitätskirche in Leipzig tätig.
Ostern 1785 folgte er einem Ruf an die Universität Göttingen als außerordentlicher Professor der Theologie, wo er 1790 ordentlicher Professor der Theologie wurde. Da das Amt einen Doktorgrad verlangte, promovierte er am 2. April 1791 in Göttingen. 1794 trat er die Stelle des vierten Professors der Theologie an der Universität Wittenberg an, verbunden damit war das Amt des Propstes an der Wittenberger Schlosskirche und des Beisitzers am Wittenberger Konsistorium. Auch war er in den Wintersemestern 1798, 1804 und 1808 Rektor der Wittenberger Hochschule.
1805 rückte er von der vierten in die dritte theologische Professur und blieb nach der Auflösung der Wittenberger Akademie und der Vereinigung mit der Universität Halle auf seinem Propstposten. Er war als zweiter Direktor bei der Gründung des evangelischen Predigerseminars beteiligt und lehrte dort.
Im Februar 1829 stellte er seine Tätigkeit aufgrund eines Schlaganfalls ein, ein zweiter Schlaganfall setzte seinem Leben ein Ende.
Schleusner war verheiratet mit Christiane Sophie Weber (* 7. Februar 1768 in Leipzig; 30. Juli 1801 in Wittenberg), sein Enkel Georg Schleusner erlangte ebenfalls in Wittenberg Anerkennung.

## Werkauswahl
- Catalogus bibliothecae Joannis Friderici Schleusneri [Vitebergae d. 3 Julii 1832] distrah. Wittenberg 1832.
- Novvs thesavrvs philologico-criticvs. Leipzig 1820–1821 5 Bd.
- Sylloges emendationum coniecturalium in versiones graecas V. T. p. Wittenberg 1799–1807
- Novum lexicon Graeco-Latinum in Novum Testamentum, congessit et variis observationibus philologicis illustravit. 2 Bände. Leipzig 1792, Leipzig 1801, Leipzig 1808, Leipzig 1819
- Therasaurus s. lexicon in LXX et reliquos interpretes graecos et scriptores apocryphos V. T. 5. Bände.
- Observationum nonnullarum de patrum Graecorum auctoritate et usu in constituenda versionum Graecarum V. T. lectione genuina. Wittenberg 1795–1798.
- Cvrae hexaplares in Psalmorvm libros ex Patribvs graecis. Göttingen 1785.